# Ingrid Larsson
Ingrid Maria Larsson, född 12 november 1898 i Jönköping, död 1977, var en svensk skulptör. 
Hon var dotter till disponenten John Alfred Larsson och Alma Sofia Ternström. Larsson studerade vid Tekniska skolan i Jönköping 1917-1919 och vid Gottfrid Larssons skulpturskola i Stockholm 1921-1922 och för Carl Milles vid Konsthögskolan 1923-1927. Hon tilldelades den kungliga medaljen 1927. Separat ställde hon ut i Jönköping 1935 och på Linköpings konstmuseum 1948. Hon medverkade i samlingsutställningar med Sveriges allmänna konstförening. Hon var huvudsakligen verksam som porträttskulptör och har utfört porträttbyster av Verner von Heidenstam för Svenska Akademien, Gustaf Cassel för Stockholms högskola, Maja Carlquist för Gymnastiska centralinstitutet, Philip Humbla för Gävle museum och Gösta Bagge för Stockholms högskola. För Sankt Eriks kyrka i Tureberg utförde hon ett krucifix i ek 1930. Larsson är representerad vid bland annat Östasiatiska museet i Stockholm. 